# Cis abyssinicus
Cis abyssinicus is een keversoort uit de familie houtzwamkevers (Ciidae). De wetenschappelijke naam van de soort werd in 1847 gepubliceerd door Félix Édouard Guérin-Méneville.